# Brzezina (powiat krapkowicki)
Brzezina – osada w Polsce położona w województwie opolskim, w powiecie krapkowickim, w gminie Walce. Historycznie leży na Górnym Śląsku, na ziemi prudnickiej.

## Historia
W 1851 właścicielem osady stała się rodzina von Seherr-Thoss. W 1921 w zasięgu plebiscytu na Górnym Śląsku znalazła się tylko część powiatu prudnickiego. Brzezina znalazła się po stronie wschodniej, w obszarze objętym plebiscytem. 1 października 1948 r. nadano miejscowości, wówczas administracyjnie związanej z Ćwierciem i należącej do powiatu prudnickiego, polską nazwę Brzezina.
Obecnie w osadzie znajduje się 1 zamieszkały dom.

## Bezpieczeństwo
Do 1998 bezpieczeństwo pożarowe w Brzezinie było nadzorowane przez Komendę Rejonową PSP w Prudniku.
Miejscowość jest pod opieką dzielnicowego rejonu służbowego nr 7 Komendy Powiatowej Policji w Krapkowicach.
Teren miejscowości, jak i całej gminy Walce, położony jest w strefie nadgranicznej w związku z czym Straż Graniczna dysponuje, na tym obszarze, specjalnymi kompetencjami w zakresie bezpieczeństwa. Gminę Walce obejmuje zasięgiem służbowym placówka Straży Granicznej w Opolu ze Śląskiego Oddziału SG.

## Zobacz
- Brzezina